# زيكي رووي
زيكي رووي (بالإنجليزية: Zeke Rowe)‏ هو لاعب كرة قدم بريطاني في مركز الهجوم، ولد في 30 أكتوبر 1973 في استوك نيوینكتون ‏ في المملكة المتحدة. لعب مع برايتون أند هوف ألبيون وتشيلسي ونادي بارنت ونادي بانغور سيتي ونادي بانغور ونادي بيتربورو يونايتد ونادي دونكاستر روفرز ونادي كيترينغ تاون ونادي كينغز لين.

## وصلات خارجية
- زيكي رووي على موقع قاعدة بيانات كرة القدم.إي يو (الإنجليزية)
- زيكي رووي على موقع Soccerbase.com (لاعب) (الإنجليزية)